# Sergio Vila-Sanjuán
Pour les articles homonymes, voir Vila et Sanjuan.
Sergio Vila-Sanjuán, né à Barcelone en 1957, est un écrivain et journaliste culturel catalan.
Il remporte le prix Nadal en 2013 pour son roman intitulé Estaba en el aire.